# Abner Vinícius
Abner Vinícius da Silva Santos, mais conhecido como Abner Vinícius (Presidente Prudente, 27 de maio de 2000), é um futebolista brasileiro que atua como lateral-esquerdo. Atualmente joga no Lyon.

## Carreira

### Início
Abner nasceu em Presidente Prudente, cresceu na cidade de Pirapozinho e iniciou sua carreira futebolística na Escolinha de Futebol ALPS, depois nas divisões inferiores do Grêmio Desportivo Prudente, onde atuou por dois anos. Posteriormente, teve uma breve passagem pelas categorias de base do Mogi Mirim.

### Ponte Preta
Abner chegou às divisões de base da Ponte Preta, ano ano de 2017. Após boas apresentações na Copa São Paulo de Futebol Júnior de 2019, Abner foi promovido ao elenco principal da Macaca e renovou seu contrato até o fim de 2022. Abner estreou pelo clube de Campinas no Derby Campineiro válido pelo Paulistão de 2019. A partida foi disputada no Majestoso e a Ponte derrotou seu arquirrival Guarani pelo placar de três tentos a zero.
Abner assinalou seu primeiro gol pela Ponte no dia 25 de maio de 2019, em disputa diante do Paraná Clube, válida pela Série B de 2019. O lateral sacramentou a vitória por 3 a 2 do escrete paulista com um pombo sem asa lançado da intermediária. Abner atuou pela Macaca em 13 oportunidades, até ser negociado com o Athletico Paranaense.

### Athletico Paranaense
Abner foi anunciado no Athletico Paranaense em 19 de julho de 2019. Para contar com o jovem lateral, o Furacão desembolsou a importância de 2,4 milhões de euros, equivalente a 10 milhões de reais, transformando-se na maior contratação da história do futebol paranaense.
Abner se tornou titular do time em 2020, Abner foi titular no título da Copa Sul-Americana de 2021 e vice da Libertadores 2022 e também estava no elenco do Brasil que conquistou a medalha de ouro nas Olimpíadas de Tóquio 2020.
Durante a sua passagem com a camisa do Furacão, Abner disputou 148 partidas, marcou cinco gols e deu 16 assistências.

### Betis
Em 12 de janeiro de 2023, Abner foi vendido ao Bétis, que pagou 7 milhões de euros (cerca de R$ 38,8 milhões) por 70% dos direitos econômicos do jogador. Valor que pode chegar a 10 milhões de euros (R$ 55,5 milhões) caso Abner atinja metas. O Rubro-Negro paranaense ficou com 30% para futuras negociações.

## Seleção Nacional
Abner foi convocado para defender a Seleção Brasileira Sub-23 em amistosos no Pacaembu contra a Colômbia, no dia 5 de setembro, e Chile, no dia 9 de setembro de 2019. No primeiro jogo permaneceu no banco de reservas, e no segundo jogo entrou aos 27 minutos do segundo tempo, tendo destaque.

## Estatísticas
Atualizado até 3 de agosto de 2021.

### Clubes
| Equipe               | Temporada         | Campeonato nacional | Campeonato nacional | Campeonato nacional | Copa nacional[a] | Copa nacional[a] | Copa nacional[a] | Competições continentais[b] | Competições continentais[b] | Competições continentais[b] | Outros torneios[c] | Outros torneios[c] | Outros torneios[c] | Total | Total | Total   |
| Equipe               | Temporada         | Jogos               | Gols                | Assist.             | Jogos            | Gols             | Assist.          | Jogos                       | Gols                        | Assist.                     | Jogos              | Gols               | Assist.            | Jogos | Gols  | Assist. |
| -------------------- | ----------------- | ------------------- | ------------------- | ------------------- | ---------------- | ---------------- | ---------------- | --------------------------- | --------------------------- | --------------------------- | ------------------ | ------------------ | ------------------ | ----- | ----- | ------- |
| Ponte Preta          | 2019              | 9                   | 1                   | 2                   | 0                | 0                | 0                | —                           | —                           | —                           | 4                  | 0                  | 0                  | 13    | 1     | 2       |
| Ponte Preta          | Total             | 9                   | 1                   | 2                   | 0                | 0                | 0                | 0                           | 0                           | 0                           | 4                  | 0                  | 0                  | 13    | 1     | 2       |
| Athletico Paranaense | 2019              | 8                   | 0                   | 1                   | —                | —                | —                | 0                           | 0                           | 0                           | —                  | —                  | —                  | 8     | 0     | 1       |
| Athletico Paranaense | 2020              | 34                  | 3                   | 3                   | 2                | 0                | 0                | 3                           | 0                           | 0                           | 8                  | 0                  | 0                  | 47    | 3     | 3       |
| Athletico Paranaense | 2021              | 16                  | 0                   | 3                   | 2                | 0                | 1                | 10                          | 1                           | 0                           | 0                  | 0                  | 0                  | 28    | 1     | 4       |
| Athletico Paranaense | Total             | 58                  | 3                   | 7                   | 4                | 0                | 1                | 13                          | 1                           | 0                           | 8                  | 0                  | 0                  | 83    | 4     | 8       |
| Total na carreira    | Total na carreira | 67                  | 4                   | 9                   | 4                | 0                | 0                | 13                          | 1                           | 0                           | 12                 | 0                  | 0                  | 96    | 5     | 10      |

- a. ^ Jogos da Copa do Brasil
- b. ^ Jogos da Copa Libertadores da América e Copa Sul-Americana
- c. ^ Jogos do Campeonato Paulista, Supercopa do Brasil e Campeonato Paranaense

### Seleção Brasileira
Atualizado em 3 de agosto de 2021.
Sub-23 (Olímpico)
| Ano   |       |      |         |       |
| Ano   | Jogos | Gols | Assist. | Média |
| ----- | ----- | ---- | ------- | ----- |
| 2019  | 0     | 0    | 0       | 0     |
| 2020  | 0     | 0    | 0       | 0     |
| 2021  | 1     | 0    | 0       | 0     |
| Total | 1     | 0    | 0       | 0     |

## Títulos
Athletico Paranaense
- Copa Sul-Americana: 2021[12]
- Campeonato Paranaense: 2020[carece de fontes?]
- Copa do Brasil: 2019[carece de fontes?]

Seleção Brasileira
- Jogos Olimpícos: 2020[carece de fontes?]